# Fuente a la comunicación
La Fuente a la comunicación es una obra del arquitecto catalán Óscar Tusquets llamada oficialmente Monumento a la comunicación, y conocida popularmente como fuente oxidá o La mohosa, sita en la ciudad de San Fernando, Provincia de Cádiz (España), en una rotonda en la salida hacia la ciudad de Cádiz.
Se construyó por el año 2000. Se trataba de una obra realizada en polietileno y se pretendía que la estructura reflejara los rayos de sol sobre el agua. La obra nunca fue acabada aunque se hizo una inversión importante, unos 85 millones de pesetas.
El monumento representa a un barco que comunica los continentes europeo y americano, con dirección América-Europa.